# Hôtel du Plessis-Bellière
El hôtel du Plessis-Bellière, u hôtel Pastoret, es una mansión privada ubicada en el n.º 6 de la plaza de la Concordia en el 8 distrito de París que junto con el contiguo Hôtel Cartier es parte del Automóvil Club de Francia.

## Historis
En 1758, el rey de Francia, Luis XV, encargó a su arquitecto, Jacques-Ange Gabriel, que construyera dos fachadas idénticas a ambos lados de la rue Royale en la "Place Louis XV". : la fachada este que fue ocupada por el Hôtel de la Marine, mientras que el primer Hôtel de la Monnaie tomaría posesión de la fachada occidental. Pero esta ubicación finalmente se consideró demasiado alejada del distrito comercial y una decisión del Consejo decidió que el nuevo edificio se levantaría en su ubicación actual, en el Quai de Conti. El terreno detrás de la columnata occidental se dividió entonces en cuatro lotes que fueron cedidos a particulares, con la condición de que levantaran mansiones privadas detrás de la fachada de Gabriel:
- en el n.º 4, el hotel Coislin
- en el n.º 6, el hotel Plessis-Bellière
- en el n.º 8, el hotel Cartier
- en el n.º 10, el hotel Crillon

Por la fachada, este, junto con el hotel de Cartier son obra del arquitecto Pierre-Louis Moreau-Desproux. El primero fue construido para David-Étienne Rouillé de l'Étang, escudero, consejero-secretario del rey y tesorero general de los fondos policiales, mientras que Cartier hizo construir el segundo para él.
David Etienne Rouillé de L'Estang es hijo de Marguerite Perrinet, viuda de Jean Rouillé, comerciante de lienzos, burgués de París, con quien hizo construir su hotel en 1776, y cuyo retrato, pintado en pastel de Maurice Quentin de La Tour, estaba en las colecciones del hotel.
Interesado en los asuntos del Rey, Tesorero General de la Policía de París, David Etienne Rouillé de l'Etang accedió a la nobleza al adquirir, en 1765, el cargo de Consejero Secretario del Rey, Casa y Corona de Francia Comisionado del Tesoro Público en 1791, fue nombrado Caballero del Imperio en 1808 y luego presidió el Consejo General del Sena. Murió en 1811, sin hijos, dejándolo a la hija de su hermana, Adélaïde Anne Louise Piscatory de Vaufreland, esposa de Emmanuel Pastoret, marqués de Pastoret y canciller de Francia bajo la Restauración.
El canciller de Pastoret, fallecido en 1840, fue sucedido por su hijo, Amédée de Pastoret, Consejero de Estado y luego Senador, fallecido en 1857, y su hija, Marie de Pastoret, esposa de Hervé de Rougé, marqués de Plessis-Bellière. murió en 1890.
Sin hijos, la marquesa de Plessis-Bellière legó todas sus posesiones al Papa León XIII, solicitando que el Hôtel du Plessis-Bellière se convirtiera en la nunciatura apostólica. Este testamento fue atacado por la familia Rougé, así como por el Estado, y dio lugar a una serie de famosas subastas en 1897.
Mientras tanto, la decoración original se vendió en una subasta en 1898. Su descripción se conoce por el catálogo de esta venta.
La fachada está catalogada como monumento histórico desde 1923.
Desde 1901, junto con el Hôtel Cartier es ocupado por el Automóvil Club de Francia.